# Elsa Schiaparelli

Elsa Schiaparelli in 1960

Elsa Luisa Maria Schiaparelli (Rome, 10 september 1890 – Parijs, 13 november 1973) was een van de belangrijkste modeontwerpsters van de jaren twintig en dertig, na Coco Chanel.

## Leven

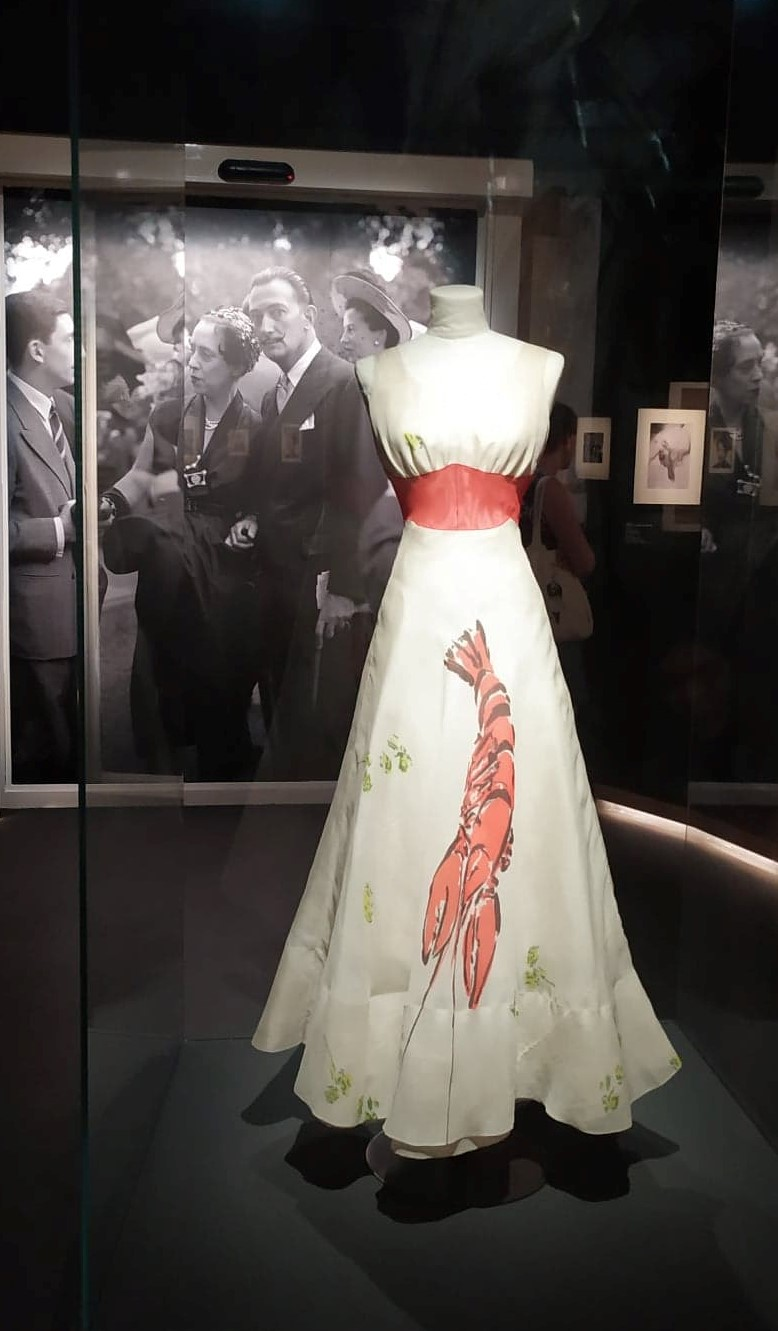
Elsa Schiaparelli

EIsa Schiaparelli werd in geboren in het Corsini-paleis in Rome. Met een vader die directeur was van de Lincei-bibliotheek en een professor in de oosterse literatuur, een oom van een astronoom, opa, Giovanni Schiaparelli, die de "kanalen op Mars heeft ontdekt en een moeder die afstamde van de Medicis, groeide ze op in een familie van aristocraten en intellectuelen.
Ze studeerde filosofie, ook al was het haar droom om actrice te worden. In 1911 publiceerde ze een verzameling openlijk sensuele gedichten, Arethusa. Toen haar ouders hiervan hoorden, werd ze naar een klooster in Zwitserland gestuurd, waar ze na een hongerstaking weer vertrok.
1913 markeerde het jaar van de emancipatie. Ze vertrok met een vriendin van haar zus naar Londen om te helpen bij de zorg voor haar kinderen. Deze stad bleek het begin van de vrijheid te zijn. Toen ze een conferentie over theologie bijwoonde van graaf Wilhelm Wendt de Kerlor, voelde ze zich onder de charme van deze jonge theosoof. Ze trouwden in 1914 en vertrokken in 1916 van Londen naar New York, na een aantal seizoenen in Nice te hebben doorgebracht. 
Ze opende haar eerste winkel, "Stupidir le Sport", in 1927, en zoals de naam al zegt, gespecialiseerd in sportartikelen. In 1931 choqueerde ze de tenniswereld met haar ontwerp voor een tennisrokje voor sterspeler Lili de Alvarez, toen ze het rokje op Wimbledon droeg.
Schiaparelli voerde ook sieraden van onder meer Jean Cocteau. Met Salvador Dali ontwierp ze in 1937 de Lobster-jurk, die beroemd werd toen Wallis Simpson erin poseerde in Vogue aan de vooravond van haar huwelijk met ex-koning Edward VIII.

In 1935 verhuisde Schiaparelli naar een salon met uitzicht over het Place Vendôme in Parijs. In de Tweede Wereldoorlog slonk haar populariteit en werden jonge ontwerpers zoals Christian Dior meer populair. Haar modehuis werd bankroet verklaard in 1954, waarop ze naar de Verenigde Staten verhuisde.

## Werk in openbare collecties (selectie)
- Rijksmuseum Amsterdam
- Stedelijk Museum 's-Hertogenbosch